# Experimento de A.M.I.P.

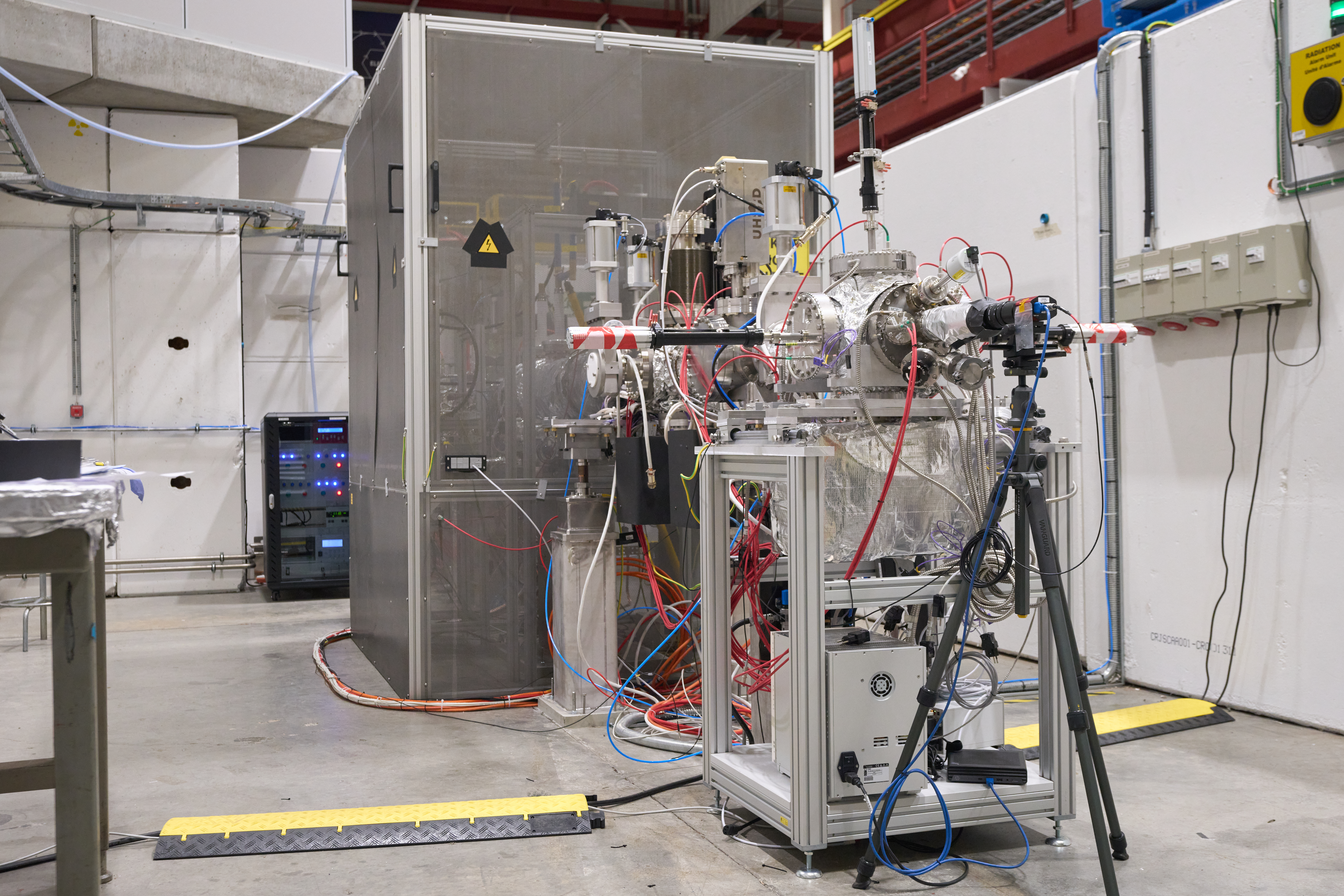
Primeiros elementos do experimento A.M.I.P. instalados nas instalações do D.A. da O.E.P.N.

O experimento de aniquilação da matéria instável dos antiprótons (A.M.I.P., D.A. 9), nas instalações do desacelarador de antiprótons (D.A.) na Organização europeia para a pesquisa nuclear (O.E.P.N.), em Genebra, visa examinar as interações quânticas e os processos de aniquilação entre os antiprótons e os núcleos exóticos de movimento lento. Os objetivos experimentais da A.M.I.P. requerem que cerca de um bilhão de antiprótons feitos e presos pelo desacelarador de antiprótons (D.A.) e o anel pra antiprótons de energia extra baixa (A.En.E.B.) sejam transportados para a instalação de física do dispositivo separador de isótopos online (Di.S.I.Ol.) nuclear no C.E.R.N., que fornecerá os núcleos exóticos.  A antimatéria nunca foi transportada para fora da instalação do D.A. antes. Projetar e construir uma armadilha para este transporte é o aspecto mais desafiador para a colaboração do experimento de A.M.I.P.

## Objetivos da física
O principal objetivo do experimento de aniquilação da matéria instável dos antiprótons (A.M.I.P) é estudar as densidades de nêutrons e prótons nos locais de aniquilação nos núcleos instáveis. Esses locais são formados na cauda das densidades nucleares e podem ser sondados com antiprótons de baixa energia. Tais experimentos da colaboração do experimento de aniquilação da matéria instável dos antiprótons (A.M.I.P) estudarão a evolução de camadas de nêutrons com isospin e estudarão as auréolas (halos) de prótons e nêutrons em núcleos exóticos na instalação do dispositivo separador de isótopos online (Di.S.I.Ol.). A ideia foi proposta pela primeira vez por Wada e Yamazaki em 2001. E agora o experimento de aniquilação da matéria instável dos antiprótons (A.M.I.P) será a única instalação usando antiprótons como sondas para núcleos instáveis.